# Museo de Sitio del Campo de la Alianza
El Museo de Sitio del Campo de la Alianza es un museo bélico situado en la ciudad de Tacna en Perú. Fue inaugurado el 26 de mayo de 1982. 
Se encuentra en el cerro Intiorko, en la base del monumento erigido en honor a los combatientes de la batalla del Alto de la Alianza de 1880, formando parte del Complejo Monumental. El museo tiene forma circular, y en su entrada lo flanquean cañones. En su interior se pueden apreciar objetos de la época de la Guerra del Pacífico, como uniformes militares, fusiles, sables, uniformes de gala, cartas, documentos, una maqueta del enfrentamiento, huesos, cartuchos, municiones percutadas y sin percutar, etc.